# Сулейманов, Мухтар Саадулович
Мухтар Саадулович Сулейманов (12 июня 1980 — 28 февраля 2004) — старшина, командир отделения пограничной заставы «Бежта» Хунзахского пограничного, Герой России (2004, посмертно).

## Биография
Родился в 1980 году в селе Бежта Цунтинского района Дагестанской АССР. По национальности — аварец.
Командир отделения пограничной заставы «Бежта» Хунзахского пограничного отряда Северо-Кавказского регионального пограничного управления Федеральной пограничной службы ФСБ РФ, старшина.
Погиб 28 февраля 2004 года во время боя с полевым командиром Русланом Гелаевым. Похоронен в родном селе.
За мужество и героизм, проявленные при выполнении воинского долга в Северо-Кавказском регионе Указом Президента Российской Федерации от 21 марта 2004 года старшине Сулейманову Мухтару Саадуловичу присвоено звание Героя Российской Федерации (посмертно).
Приказом директора Федеральной пограничной службы ФСБ РФ от 25.07.2005 года пограничной заставе присвоено имя Героев Российской Федерации М.Сулейманова и А.Курбанова. На заставе открыт памятник Героям.